# Niní Marshall
Marina Esther Traveso (1 tháng 6 năm 1903 - 18 tháng 3 năm 1996), được biết đến với nghệ danh Niní Marshall, là một diễn viên hài, và nhà biên kịch người Argentina; biệt danh là Chaplin với váy và Người phụ nữ hài hước.

## Cuộc sống và công việc
Bà được sinh ra ở Buenos Aires với cha mẹ là Pedro và María Ángela Traveso, một gia đình khá giả ở Rosario, vào năm 1903. Mất cha khi hai tháng tuổi, bà được mẹ nuôi nấng, và trìu mến gọi bà là "Niní". Họ chuyển đến khu phố Caballito ở Buenos Aires khi Niní còn ở tuổi thiếu niên và bà bắt đầu sự nghiệp trong lĩnh vực quảng cáo. bà gặp Felipe Edelman, một kỹ sư, khi đang học năm cuối ở trường cấp hai, và họ kết hôn vào năm 1922, vài tháng sau khi sinh con gái duy nhất của họ, Ángele. Nhân dịp hạnh phúc được theo sau bởi cái chết ngay lập tức của mẹ bà, tuy nhiên, một bi kịch cộng với sự suy tàn của Felipe Edelman trong việc đánh bạc bắt buộc. Đối mặt với sự hủy hoại kinh tế, hai vợ chồng đã ly thân ngay sau đó và bà ấy đã tái hôn.
Traverso đã lấy các kinh nghiệm quảng cáo và sự dí dỏm của mình để có được công việc trong La Novela Semanal, một tạp chí giải trí nổi tiếng của phụ nữ, vào năm 1933. Bà cũng đóng góp cho chương trình tạp kỹ radio, Sintonía, với tư cách là nhà phê bình giải trí và nhà báo cho đến năm 1934 và xuất hiện trong nhiều năm các chương trình phát thanh khác. Một nhà văn đa ngôn ngữ và sung mãn, bà bắt đầu ký các bài viết đa dạng của mình là "Mitzi". Traveso ra mắt với tư cách là một ca sĩ trên Radio Municipal năm 1936 và gặp người chồng thứ hai, Marcelo Salcedo, vào thời điểm đó. bà sớm bắt đầu xuất hiện trong nhà hát sôi động của Buenos Aires, nơi bà phát triển hai nhân vật trào phúng, Cándida y Catita; sau đó, bà đã chấp nhận một bút danh khác: "Niní Marshall."

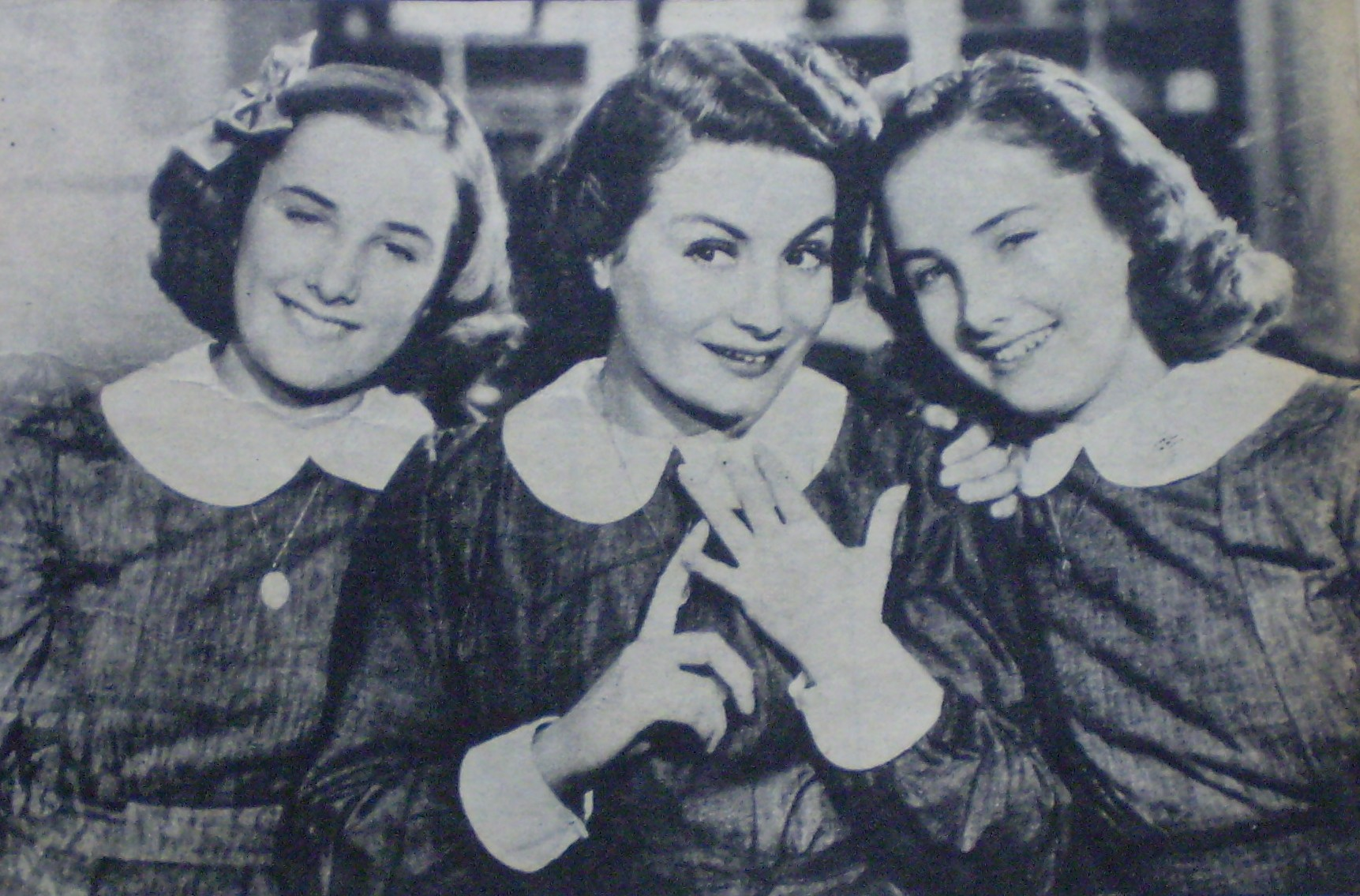
Niní Marshall tham gia Silvia và Mirtha Legrand trong Giáo dục Niní (1940).

Những vai diễn này đã dẫn đến một giải thưởng Sensación Radiofónica uy tín vào năm 1937 cho công việc của bà ở Sintonía và một hợp đồng phim với Enrique Susini's Lumiton Studios vào năm 1938. Đóng vai nhân vật "Catita" (một đầu bếp người Argentina), đối diện với Mecha Ortiz và Tito Lusiardo (chủ nhân khó tính của Catita), ở Soones que trabajan (Phụ nữ làm việc), thành công của bộ phim hài đã dẫn đến một đề nghị vào năm sau để thể hiện vai diễn của Catita. (một người giúp việc Galicia cổ), phim mà bà cũng đã viết kịch bản.